# Église Saint-Gervais-Saint-Protais de Falaise
Pour les articles homonymes, voir Église Saint-Gervais-Saint-Protais et Église Saint-Gervais.
L'église Saint-Gervais-Saint-Protais de Falaise est un édifice catholique qui se dresse sur le territoire de la commune française de Falaise, dans le département du Calvados, en région Normandie.
L'église est classée aux monuments historiques.

## Localisation
L'église est située au nord du centre-ville, rue de Caen (D658), à Falaise, dans le département français du Calvados.

## Historique
L'édifice primitif est édifié au XIe siècle, sous Guillaume le Conquérant, et est achevé sous son fils Henri Ier Beauclerc en 1134. Les parties romanes de l'édifice actuel — mur sud de la nef, tour-lanterne et façade occidentale — datent de cette époque. Sous la dépendance de l'abbaye aux Dames, elle en a alors subi l'influence architecturale. L'église subit des dommages importants lors du siège de 1204 et est remaniée dans le style gothique (mur nord de la nef, arcs-boutants). En 1417, c'est cette fois la guerre de Cent Ans qui provoque un nouveau remaniement (transept). Les chapelles sud et le porche sont édifiés à la fin du XVe siècle et les chapelles nord au XVIe siècle. En 1590, lors des guerres de Religion, l'édifice subit de nouveaux dommages et le chœur, le déambulatoire, ses chapelles et celles de l'abside doivent être refaites.
L'église Saint-Gervais est à nouveau très endommagée par les bombardements de la bataille de Normandie et est restaurée dans les décennies suivantes.

## Description
L'église est dotée de deux tourelles de façade.

## Protection aux monuments historiques
L'église est classée au titre des monuments historiques par liste de 1862.